# Georges Galy-Gasparrou
Pour les articles homonymes, voir Galy.
Georges Galy-Gasparrou est un magistrat et homme politique français, né le 7 décembre 1896 à Massat (Ariège) et mort le 15 janvier 1979 dans le même village.

## Biographie
Fils du député Léon Galy-Gasparrou.
Engagé volontaire en 1914, capitaine d'infanterie, Croix de guerre avec palmes, officier de la Légion d'honneur à titre militaire.
Docteur en droit, avocat puis magistrat, il refuse de prêter serment au maréchal Pétain et est révoqué. Il constitue dès août 1940, à l'initiative  de l'association des officiers de réserve républicains, un réseau d'évasion, puis devient commandant militaire du maquis d'Ezes. Arrêté le 14 septembre 1943 par la Gestapo, interné et condamné à mort par le tribunal militaire allemand de Toulouse, il échappe à l'exécution et sera libéré de la prison Saint-Michel le 19 août 1944.
Membre du comité de Libération[Lequel ?], il est réintégré dans la magistrature par ordonnance spéciale du général de Gaulle, nommé conseiller à la cour d'appel de Bordeaux, puis procureur général près la Haute Cour de justice.
Maire de Massat et conseiller général de 1923 à 1977, il siège à la Chambre des députés en 1928 après avoir battu le député sortant, l'ancien ministre Paul Laffont de 124 voix. Cette élection, aux multiples et pittoresques rebondissements, invalidée au bout de six mois, reste dans les annales de la Troisième République.
Candidat radical favorable au Front populaire en 1936, devancé de quelques voix par le socialiste François Camel, il pratique à son profit le « désistement républicain », favorisant l'ancrage à gauche de l'arrondissement de Saint-Girons.
Élu député radical-socialiste de l'Ariège de 1944 à 1958, proche de Pierre Mendès France, dont il sera le secrétaire d'État à l'Information, il s'oppose à l'investiture du général de Gaulle et à la Constitution de 1958.
Battu par René Dejean (SFIO) en 1959, il se retire à Massat où il meurt en 1979.
Georges Galy-Gasparrou est le père de Léon-Pierre Galy-Gasparrou, ancien conseiller général de l'Ariège, maire honoraire de Massat.

## Fonctions
- Secrétaire d'État à l'Information du gouvernement Pierre Mendès France (du 20 janvier 1955 au 23 février 1956)
- Secrétaire d'État à la présidence du Conseil, chargé des relations avec les Assemblées du gouvernement Maurice Bourgès-Maunoury (du 17 juin 1957 au 30 septembre 1957)
- Député radical de l'Ariège (1946-1958)
- Conseiller général du canton de Massat (Ariège)
- Maire de Massat (de 1921 à 1977).

## Pour approfondir